# Josef Strebinger
Josef Strebinger (Baden-Weikersdorf, Neder-Oostenrijk, 11 februari 1819 – Przemyśl, 30 januari 1885) is een Oostenrijks componist en militaire kapelmeester. 

## Levensloop
Strebinger kwam uit een muzikale familie, zijn broer Mathias Strebinger (1807-1874) was eveneens componist, militaire kapelmeester en violist, die ook betrekkingen met de componistenfamilie Lanner in Wenen onderhield. Van de zoon van Joseph Lanner, August Lanner is bekend, dat hij lessen in muziektheorie van Mathias en Josef Strebinger kreeg. Het is bekend, dat Josef Strebinger vanaf 1848 militaire kapelmeester van het muziekkorps van het Moravische Infanterie-Regiment Nr. 52 in Troppau (nu: Opava) en in Kremsier (nu: Kroměříž) was. Van 1862 tot 1867 diende hij in dezelfde functie bij het muziekkorps van het Infanterie-Regiment Nr. 33 in Arad (Roemenië) en, na verschillende tussenstations, sinds 1875 bij het muziekkorps van het Infanterie-Regiment Nr. 10 in Przemyśl.
Strebinger was ook bezig met de ontwikkeling van de flügelhoorn en schreef ook verschillende solowerken voor dit instrument. Als componist schreef hij vooral marsen, ouvertures, solostukken en dansen voor harmonieorkest.

## Composities

### Werken voor harmonieorkest
- 1866 Defiliermarsch Nr. 3
- Blaine and Logan grand march
- Defiliermarsch, op. 1, AM II, 250
- Pandekten-Walzer, op. 11
- Konzertvariationen, voor trompet en harmonieorkest

### Missen en gewijde muziek
- Confitemini Domino Graduale in G, voor 4 vocale solisten (SATB), 2 solo violen, 2 violen, altviool en orgel

- Gemeinsame Normdatei: 134619366
- International Standard Name Identifier: 0000 0000 5718 768X
- Nationale Bibliotheek van Tsjechië: mzk2015862728
- Virtual International Authority File: 79698746